# Integras
Integras ist ein Schweizer Fachverband für Sozial- und Sonderpädagogik.
Er vertritt die Fachlichkeit in der Arbeit mit fremdplatzierten und/oder sonderpädagogisch geförderten Kindern, Jugendlichen und jungen Erwachsenen, indem ethisch und fachlich hohe Qualitätsansprüche gefordert und gefördert werden. Mitglieder sind stationäre, teilstationäre und ambulante Institutionen der Sozialen Arbeit, sonderpädagogische Einrichtungen und Sonderschulen, Ausbildungsstätten für Fachpersonal, Verbände sowie interessierte Einzelpersonen, die den Verbandszweck unterstützen. Integras ist in der Schweiz aktiv und hat rund 300 Mitglieder.
Integras führt eine Geschäftsstelle in Zürich und eine Nebenstelle für die frankophone Schweiz in Lausanne. Des Weiteren führt Integras in Zürich seit 2011 eine Fachstelle für Kinderrechte, welche Fachleute der stationären und ambulanten Kinder- und Jugendhilfe bei Fragen und Projekten rund um das Thema Kinderrechte unterstützt.
Präsident von Integras ist Karl Diethelm (Gesamtleiter BACHTELEN Sonderpädagogisches Zentrum), Geschäftsführerin ist Gabriele E. Rauser.